# 三十二元數
在數學中，三十二元數（英語：Trigintaduonion）是指32個維度的代數系統。較常見的定義是透過將十六元數套用凱萊-迪克森構造生成的32維代數系統。這種代數系統不是可除代數，且不具備交換律和結合律。

## 性質
以凱萊-迪克森構造生成的三十二元數本身包含了十六元數、八元數、四元數、複數和實數，也就是說實數包含於複數、複數包含於四元數、四元數包含於八元數、八元數包含於十六元數、十六元數包含於三十二元數。
{\displaystyle \mathbb {R} \subset \mathbb {C} \subset \mathbb {H} \subset \mathbb {O} \subset \mathbb {S} \subset \mathbb {T} \subset \cdots }
其中{\displaystyle \mathbb {T} }為三十二元數。後面仍能持續推廣為六十四元數、一百二十八元數等。

### 乘法表
高維超複數的乘法表可以透過低維超複數的乘法表推廣以產生，因此三十二元數的乘法表有一部份與十六元數、八元數的乘法表相同，其餘部分能透過推廣的方式計算得出，甚至六十四元數、一百二十八元數的乘法表也皆是已知的。這些乘法表中的元素通常是單位，可稱為基元，基元的數量則決定了超複數的維度:89
三十二元數的乘法表十分龐大，可以參見文獻中的附表。具體執行三十二元數乘法的過程需要1024次實數乘法和992次實數加法。

## 高維代數結構
三十二元數之上還有六十四元數、一百二十八元數等，其維數皆是二的次方。

### 六十四元數
六十四元數共有1個實元素和63個虛元素單位。其乘法表的結構可以以這63個虛元素單位作為點，形成651個三元組。如同八元數的法诺平面7個虛元素單位構成7條線，六十四元數的651個三元組都可以看做一條線，每條線通過3個頂點，每個點連接31條線，並同構於PG(5,2)。:20